# Trogon collaris
El trogón acollarado  (Trogon collaris) es una especie de ave trogoniforme perteneciente al género Trogon que integra la familia Trogonidae. Es nativa del Neotrópico.

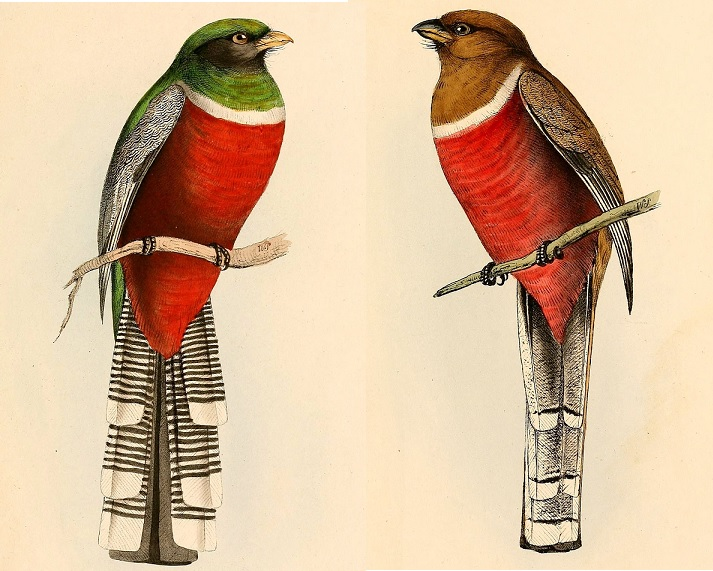
Trogon collaris, macho y hembra; ilustración de William Swainson, 1841.

## Nombres populares
Se le denomina también trogón collarejo (Colombia, Costa Rica, México), coa collareja (Honduras), trogón de collar (México), trogón colibarreteado (Nicaragua), sorocuá acollarado (Venezuela) o surucuá de collar.

## Descripción
Mide 25 cm. Notable dimorfismo sexual. El macho tiene pico amarillo; cara y garganta negruzcas, anillo ocular anaranjado; cabeza, pecho y dorso verdes con intensos reflejos dorados y cobrizos; timoneras centrales con tinte azulado; alas finamente barradas de negro y blanco (vermiculado en una subespecie); collar pectoral blanco separando del vientre y subcaudales bermellón, cola ventral con barrado variable negro y blanco. En la hembra el pico amarillo con maxila casi toda negruzca, cara y garganta pardo-oscuras, cabeza, pecho y dorso pardo-leonados, cola dorsal pardo-leonado más intenso, collar pectoral blanco separando vientre y subcaudal bermellón-rosado claro, cola ventral blanca finamente vermiculada de gris, con timoneras externas de ancha banda subapical y timoneras centrales negras. La hembra presenta dos medias lunas blancas adelante y atrás del ojo bordeando el anillo ocular anaranjado.

## Distribución y hábitat
Presente en Belice; Bolivia; Brasil; Colombia; Costa Rica; Ecuador; El Salvador; Guayana francesa; Guatemala; Guyana; Honduras; México; Nicaragua; Panamá; Perú; Surinam; Trinidad y Tobago; Venezuela.

Es un residente de los bosques tropicales y subtropicales de baja altitud y montanos. Selvas nubladas, pluviales y en galería; várzeas y crecimientos secundarios altos.

## Comportamiento
Generalmente en pareja, suele pasar desapercibido pues prefiere permanecer en el interior del bosque. En su percha, sacude su cola como otros trogones. Sigue bandada mixtas. Sus piernas débiles reflejan su dieta y hábitos arborícolas. Aunque su vuelo es rápido, no están dispuestos a volar cualquier distancia. Por lo general se encuentran en posición vertical e inmóviles.

Son residentes en la mayor parte de su distribución, aunque algunas poblaciones de América Central pueden ser migrantes de altitud.

### Alimentación
Su dieta es predominantemente insectívora, capturando orugas, libélulas, escarabajos y unas pocas frutas.

### Reproducción
Anida en un agujero en nido de termitas arborícolas a una altura entre 5 y 10 m, con una puesta típica de dos huevos blancos.

### Vocalización
Su canto es un “caró-cau-cau-cau” corto y rápido, con hasta cinco “cau”. Los dos sexos dan un llamado “prrrrr” descendiente, muchas veces mientras suben y bajan la cola. Las poblaciones de América Central difieren bastante en su vocalización de las sureñas, por lo que podrían representar especies distintas.

## Sistemática

### Descripción original
La especie T. collaris fue descrita por primera vez por el naturalista francés Louis Jean Pierre Vieillot en 1817 bajo el mismo nombre científico; localidad tipo «Cayenne».

### Taxonomía
Posiblemente más próximo a Trogon mexicanus, Trogon elegans, Trogon personatus, Trogon rufus y Trogon curucui; estudios de ADN sugieren que los parientes más próximos pueden ser elegans, personatus y rufus. La subespecie puella algunas veces es considerada como una especie distinta. La validez de la subespecie extimus es cuestionable. La subespecie xalapensis es considerada indistinguible de puella; la subespecie eytoni (Río de Janeiro) aparentemente es inseparable de castaneus; también hay considerable incertidumbre sobre las subespecies propuestas underwoodi (noroeste de Costa Rica y flavidior (Panamá, Cerro Flores).

### Subespecies
No hay total acuerdo sobre las subespecies entre las clasificaciones. Según la clasificación Clements Checklist 6.9, se reconocen 9 subespecies, con su correspondiente distribución geográfica:
- Grupo politípico puella/extimus:
  - Trogon collaris puella Gould, 1845 - este de México hacia el sur a lo largo de ambas pendientes de América Central hasta el centro de Panamá (Veraguas).
  - Trogon collaris extimus Griscom, 1929 - noreste de Panamá (este de Darién).
- Grupo politípico collaris:
  - Trogon collaris castaneus Spix, 1824 - bajo Río Amazonas y fragmentadamente en el este de Brasil.
  - Trogon collaris collaris Vieillot, 1817 - este de los Andes (excepto norte de Venezuela) hacia el sur hasta el norte de Bolivia y centro oeste de Brasil; Trinidad y Tobago.
  - Trogon collaris exoptatus Cabanis & Heine, 1863 - norte de Venezuela.
  - Trogon collaris heothinus Wetmore, 1967 - extremo este de la Serranía de Darién.
  - Trogon collaris subtropicalis Zimmer, JT, 1948 - zona subtropical en el oeste de Colombia (valles de Magdalena y Cauca).
  - Trogon collaris virginalis Cabanis & Heine, 1863 oeste de Colombia y oeste de Ecuador.
  - Trogon collaris eytoni Fraser, 1857- este de Brasil.

Según la clasificación del Congreso Ornitológico Internacional (IOC) (Versión 4.3, 2014) también se reconocen las siguientes subespecies, y no se reconoce eytoni:
- - Trogon collaris underwoodi Bangs, 1908 - noroeste de Costa Rica.
  - Trogon collaris aurantiiventris Gould, 1856 - centro de Costa Rica a oeste de Panamá.
  - Trogon collaris flavidior Griscom 1924 - oeste de Panamá.

A pesar de que el North American Classification Committee (NACC) - de la American Ornithologists' Union (AOU) reconoce auratiiventris como especie, anota que podría tratarse nada más que de un morfo de color de Trogon collaris.

Clements Checklist 6.9 considera a este grupo como la especie Trogon aurantiiventris y sus respectivas subespecies T. auratiiventris underwoodi y T. aurantiiventris flavidior.